# Ciclismo ai Giochi della XVII Olimpiade - Corsa in linea
La corsa in linea di ciclismo su strada dei Giochi della XVII Olimpiade si svolse il 30 agosto 1960 a Roma, in Italia. 
La gara era una prova in linea sul circuito di Grottarossa 14,615 km da percorrere 12 volte per un totale di 175,38 km. 
Il circuito partiva dalla via Flaminia, poi si immetteva sulla via di Grottarossa, e poi ritornava al punto di partenza lungo la via Cassia.

## Ordine d'arrivo
| Pos.     | Atleta                  | Nazione           | Tempo             |
| -------- | ----------------------- | ----------------- | ----------------- |
| Oro      | Viktor Kapitonov        | Unione Sovietica  | 4:20'37"          |
| Argento  | Livio Trapè             | Italia            | s.t.              |
| Bronzo   | Willy Vanden Berghen    | Belgio            | a 20"             |
| 4        | Jurij Melichov          | Unione Sovietica  | s.t.              |
| 5        | Ion Cosma               | Romania           | s.t.              |
| 6        | Stanisław Gazda         | Polonia           | s.t.              |
| 7        | Benoni Beheyt           | Belgio            | s.t.              |
| 8        | Janez Žirovnik          | Jugoslavia        | s.t.              |
| 9        | Jacques Gestraut        | Francia           | s.t.              |
| 10       | Antonio Bailetti        | Italia            | s.t.              |
| 11       | Bogusław Fornalczyk     | Polonia           | s.t.              |
| 12       | Erwin Jaisli            | Svizzera          | s.t.              |
| 13       | Roland Lacombe          | Francia           | s.t.              |
| 14       | Robert Hentges          | Lussemburgo       | s.t.              |
| 15       | François Hamon          | Francia           | s.t.              |
| 16       | José Antonio Momeñe     | Spagna            | s.t.              |
| 17       | Paul Nyman              | Finlandia         | s.t.              |
| 18       | James Hinds             | Gran Bretagna     | s.t.              |
| 19       | Giuseppe Tonucci        | Italia            | s.t.              |
| 20       | Egon Adler              | Germania          | s.t.              |
| 21       | Erich Hagen             | Germania          | s.t.              |
| 22       | Bernhard Eckstein       | Germania          | s.t.              |
| 23       | Gustav-Adolf Schur      | Germania          | s.t.              |
| 24       | Michael Hiltner         | Stati Uniti       | s.t.              |
| 25       | René Andring            | Lussemburgo       | s.t.              |
| 26       | Gunnar Göransson        | Svezia            | s.t.              |
| 27       | Rubén Darío Gómez       | Colombia          | s.t.              |
| 28       | Hernán Medina           | Colombia          | s.t.              |
| 29       | Arsenio Chirinos        | Venezuela         | s.t.              |
| 30       | Ivan Levačić            | Jugoslavia        | s.t.              |
| 31       | Nevio Valčić            | Jugoslavia        | s.t.              |
| 32       | Emil Beeler             | Svizzera          | s.t.              |
| 33       | Evgenij Klevcov         | Unione Sovietica  | s.t.              |
| 34       | Gajnan Saydkhuzhin      | Unione Sovietica  | s.t.              |
| 35       | Arnold Ruiner           | Austria           | s.t.              |
| 36       | William Bradley         | Gran Bretagna     | s.t.              |
| 37       | William Holmes          | Gran Bretagna     | s.t.              |
| 38       | Johannes Hugens         | Paesi Bassi       | s.t.              |
| 39       | Henry Ohayon            | Israele           | s.t.              |
| 40       | Salvatore Palmucci      | San Marino        | s.t.              |
| 41       | Paul Camilleri          | Malta             | s.t.              |
| 42       | Kurt Postl              | Austria           | a 1'01"           |
| 43       | Frank Brazier           | Australia         | s.t.              |
| 44       | Ricardo Senn            | Argentina         | s.t.              |
| 45       | Mohamed El Gourch       | Marocco           | s.t.              |
| 46       | Gandoura Lacheb         | Marocco           | s.t.              |
| 47       | Osvald Johansson        | Svezia            | s.t.              |
| 48       | Ramón Hoyos             | Colombia          | s.t.              |
| 49       | Robert Lelangue         | Belgio            | a 1'25"           |
| 50       | Raymond Reaux           | Francia           | a 3'20"           |
| 51       | Roger Thull             | Lussemburgo       | a 4'57"           |
| 52       | Stojan Georgiev Demirev | Bulgaria          | a 5'07"           |
| 53       | Kenneth Laidlaw         | Gran Bretagna     | s.t.              |
| 54       | Jan Chtiej              | Polonia           | s.t.              |
| 55       | Raimo Honkanen          | Finlandia         | s.t.              |
| 56       | Ignacio Astigarraga     | Spagna            | s.t.              |
| 57       | Abdallah Lahoucine      | Marocco           | s.t.              |
| 58       | Johannes Janssen        | Paesi Bassi       | a 5'28"           |
| 59       | Unto Hautalahti         | Finlandia         | s.t.              |
| 60       | Matti Herronen          | Finlandia         | s.t.              |
| 61       | Luis Zárate             | Messico           | s.t.              |
| 62       | Emilio Vidal            | Venezuela         | s.t.              |
| 63       | José Ferreira           | Venezuela         | a 7'47"           |
| 64       | Lars Zebroski           | Stati Uniti       | a 8'03"           |
| 65       | Max Wechsler            | Svizzera          | s.t.              |
| 66       | Wesley Chowen           | Stati Uniti       | a 10'35"          |
| 67       | Alan Grindal            | Australia         | s.t.              |
| 68       | Jacinto Brito           | Messico           | s.t.              |
| 69       | Alojz Bajc              | Jugoslavia        | s.t.              |
| 70       | Fritz Inthaler          | Austria           | a 10'46"          |
| 71       | Per Digerud             | Norvegia          | s.t.              |
| 72       | Hubert Bächli           | Svizzera          | a 11'00"          |
| 73       | Owe Adamson             | Svezia            | s.t.              |
| 74       | Mohamed Touati          | Tunisia           | a 15'19"          |
| 75       | Robert Tetzlaff         | Stati Uniti       | s.t.              |
| 76       | Gheorghe Calcişcă       | Romania           | a 19'52"          |
| Ritirati |                         |                   |                   |
| -        | Garry Jones             | Australia         | Australia         |
| -        | Robert Whetters         | Australia         | Australia         |
| -        | Kurt Schweiger          | Austria           | Austria           |
| -        | Joseph Geurts           | Belgio            | Belgio            |
| -        | Dimitar Kotev           | Bulgaria          | Bulgaria          |
| -        | Boyan Kotsev            | Bulgaria          | Bulgaria          |
| -        | Ognyan Toshev           | Bulgaria          | Bulgaria          |
| -        | Luigi Bartesaghi        | Canada            | Canada            |
| -        | Alessandro Messina      | Canada            | Canada            |
| -        | Pablo Hurtado           | Colombia          | Colombia          |
| -        | Juan Sánchez            | Spagna            | Spagna            |
| -        | Ventura Díaz            | Spagna            | Spagna            |
| -        | Kouflu Alazar           | Etiopia           | Etiopia           |
| -        | Guremu Demboba          | Etiopia           | Etiopia           |
| -        | Amousse Tessema         | Etiopia           | Etiopia           |
| -        | Megra Admassou          | Etiopia           | Etiopia           |
| -        | Ferenc Stámusz          | Ungheria          | Ungheria          |
| -        | János Dévai             | Ungheria          | Ungheria          |
| -        | Ferenc Horváth          | Ungheria          | Ungheria          |
| -        | Győző Török             | Ungheria          | Ungheria          |
| -        | Hendrik Brocks          | Indonesia         | Indonesia         |
| -        | Rusli Hamsjin           | Indonesia         | Indonesia         |
| -        | Theo Polhaupessy        | Indonesia         | Indonesia         |
| -        | Sanusi                  | Indonesia         | Indonesia         |
| -        | Peter Crinnion          | Irlanda           | Irlanda           |
| -        | Sonny Cullen            | Irlanda           | Irlanda           |
| -        | Séamus Herron           | Irlanda           | Irlanda           |
| -        | Mahmood Munim           | Iraq              | Iraq              |
| -        | Hamid Oraibi            | Iraq              | Iraq              |
| -        | Itzhak Ben David        | Israele           | Israele           |
| -        | Vendramino Bariviera    | Italia            | Italia            |
| -        | Masashi Omiya           | Giappone          | Giappone          |
| -        | Jo Jae-Hyeon            | Corea del Sud     | Corea del Sud     |
| -        | Lee Seung-Hun           | Corea del Sud     | Corea del Sud     |
| -        | Pak Jong-Hyeon          | Corea del Sud     | Corea del Sud     |
| -        | No Do-Cheon             | Corea del Sud     | Corea del Sud     |
| -        | Adolf Heeb              | Liechtenstein     | Liechtenstein     |
| -        | Louis Grisius           | Lussemburgo       | Lussemburgo       |
| -        | Ahmed Omar              | Marocco           | Marocco           |
| -        | Mauricio Mata           | Messico           | Messico           |
| -        | Filiberto Mercado       | Messico           | Messico           |
| -        | John Bugeja             | Malta             | Malta             |
| -        | Joseph Polidano         | Malta             | Malta             |
| -        | René Lotz               | Paesi Bassi       | Paesi Bassi       |
| -        | Lex van Kreuningen      | Paesi Bassi       | Paesi Bassi       |
| -        | Wiesław Podobas         | Polonia           | Polonia           |
| -        | Ramiro Martins          | Portogallo        | Portogallo        |
| -        | José Pacheco            | Portogallo        | Portogallo        |
| -        | Mário Silva             | Portogallo        | Portogallo        |
| -        | Francisco Valada        | Portogallo        | Portogallo        |
| -        | Gabriel Moiceanu        | Romania           | Romania           |
| -        | Aurel Şelaru            | Romania           | Romania           |
| -        | Domenico Cecchetti      | San Marino        | San Marino        |
| -        | Sante Ciacci            | San Marino        | San Marino        |
| -        | Vito Corbelli           | San Marino        | San Marino        |
| -        | Maurice Coomarawel      | Ceylon            | Ceylon            |
| -        | Gösta Pettersson        | Svezia            | Svezia            |
| -        | Ali Ben Ali             | Tunisia           | Tunisia           |
| -        | Mohamed El-Kemissi      | Tunisia           | Tunisia           |
| -        | Bechir Mardassi         | Tunisia           | Tunisia           |
| -        | Rubén Etchebarne        | Uruguay           | Uruguay           |
| -        | Rodolfo Rodino          | Uruguay           | Uruguay           |
| -        | Juan José Timón         | Uruguay           | Uruguay           |
| -        | Alberto Velázquez       | Uruguay           | Uruguay           |
| -        | Francisco Mujica        | Venezuela         | Venezuela         |
| -        | Clyde Rimple            | Indie Occidentali | Indie Occidentali |